# 대한간호협회
대한간호협회(大韓看護協會, Korean Nursing Association, KNA)은 국민건강증진, 간호사들의 권익옹호, 국가간호사업발전을 위해 설립된 기관이다.

## 연혁
- 1923년 5월 12일 : 조선간호부회 결성
- 2023년 5월 12일 : 창립 100주년

## 같이 보기
- 한국간호교육평가원